# Калињинград
Калињинград (рус. Калининград, пољ. Królewiec, лит. Karaliaučius) град је на крајњем западу Руске Федерације, главни и највећи центар Калињинградске области, руске ексклаве која се налази између Пољске на југу и Литваније на северу и истоку. Уједно је и најзападнији обласни центар у земљи. Обухвата територију површине 224,7 км² и има званичан административни статус градског округа. Основан је 1255. године на ушћу реке Прегоље у Калињинградски залив Балтичког мора, на месту некадашњег старопруског насеља Твангсте (стпрус. , рус. Твангсте). Калињинград је важно саобраћајно и трговачко средиште Русије и друга по значају руска лука на Балтику, а у граду се налази и главни штаб Балтичке флоте руске морнарице.
Све до 4. јула 1946. био је познат по германском имену Кенигсберг (рус. Кёнигсберг, стпрус. , пољ. Królewiec, лат. Regiomontium). Током историје Калињинград је био значајан административни центар више држава и области, почев од Државе Тевтонског реда, преко Пруског војводства и Прусије, па до немачке покрајине Источне Пруске. Након Другог светског рата град улази у састав Совјетског Савеза и добија садашње име у част совјетског револуционара и државника Михаила Калињина.
Према статистичким подацима националне статистичке службе Русије, град Калињинград је 2017. имао 467.289 становника и седми је по величини град на обалама Балтичког мора. У ширем градском подручју живи око 720.000 становника, или трећина од укупне обласне популације.

## Географија
Калињинград се налази на ушћу пловне реке Прегоља, која се улива у лагуну Висла, улаз у Балтичко море.
Морски бродови могу приступити Гдањском заливу/Данцишком заливу и Балтичком мору преко Висланске лагуне и Балтијског мореуза.

## Историја

### Држава витешког реда
Кенигзберг (  — „Краљева гора”) су основали 1255. Тевтонски витезови за време освајања Пруске. Именован је тако у част чешког краља Отокара II, који је дошао да помогне реду у освајањима, која је изводио под изговором покрштаватељских мисија познатих као Северни крсташки ратови.
Током наредних деценија, Тевтонски ред, уз помоћ разних витезова из западне Европе, покорио је домаће балтичке Прусе, чиме је започело истребљавање локалних балтичких Пруса и немачко насељавање у том подручју. Упркос свему томе, балтички пруски језик није изумро све до 18. века.
Кенигзберг је био главни град Самбије, која је била једна од четири бискупије на које је папски легат Вилим Моденски поделио Пруску 1243. године. Свети Адалберт Прашки је именован за главног свеца заштитника тамошње катедрале, Кенигсбершке катедрале. Калињинград је постао члан Ханзеатске лиге и важна лука за Пруску и Литванију.
Као резултат Тринаестогодишњег рата (познатог још и под именом Рат градова), рата између Тевтонског реда и Пољске, Држава Тевтонског витешког реда се смањила након Торуњског мира 1466. на подручје касније Кнежевине Пруске, под пољском круном.
У покушају да се позабаве проблемима региона, руске власти су му 1996. доделиле посебан економски статус и пореске олакшице са циљем да привуку стране инвеститоре. Економија региона је имала значајне користи од такве одлуке.
Калињинград је доживео невиђени процват, а 2007. отворен је нови аеродромски терминал вредан 45 милиона долара.
Регион је почео да бележи све већу трговинску размену са земљама ЕУ, као и све већи економски раст и раст индустријске производње. Међутим, глобална финансијска криза 2008-2009. године лоше је утицала на регион, а до почетка 2010. незапосленост се попела на преко 10% - знатно више од руског просека.
Русија је 2013. године у региону распоредила балистичке ракете Искандер кратког домета способне да носе нуклеарне бојеве главе, што је, како је рекла, одговор на америчке планове да размести одбрамбени систем балистичких ракета у Европи.
У јуну 2022, након инвазије Русије на Украјину, Литванија је применила санкције ЕУ на одређену руску робу, укључујући грађевински материјал, и забранила њихово кретање железницом преко своје територије.
Калињинград се у великој мери ослања на транзитне руте из остатка Русије кроз Литванију, а тај потез је разбеснео Русију. Литванија је укинула забрану месец дана касније када је ЕУ појаснила да се санкције односе на путеве, а не на железницу.
У мају 2023. године Пољска је одлучила да на националном нивоу промени званично име града, што је наишло на негативну реакцију Руске Федерације.

## Демографија
Према прелиминарним подацима са пописа, у граду је 2014. живело 448.548 становника, 7.172 (1,59%) више него 2013.
| 1897.   | 1956.   | 1959.   | 1962.   | 1967.   | 1970.   | 1976.   | 1979.   | 1982.   | 1986.   |
| ------- | ------- | ------- | ------- | ------- | ------- | ------- | ------- | ------- | ------- |
| 162.000 | 188.000 | 203.570 | 232.000 | 270.000 | 296.962 | 338.000 | 354.788 | 370.000 | 389.000 |
| 1989.   | 1992.   | 1998.   | 2000.   | 2001.   | 2002.   | 2003.   | 2004.   | 2005    | 2006.   |
| 401.280 | 410.700 | 426.300 | 424.400 | 421.700 | 430.003 | 430.000 | 428.000 | 425.600 | 423.700 |
| 2007.   | 2008.   | 2009.   | 2010.   | 2011.   | 2012.   | 2013.   | 2014.   |         |         |
| 422.000 | 421.700 | 420.000 | 431.902 | 431.900 | 433.532 | 441.376 | 448.548 |         |         |

## Клима
Калињинград је смештен на ушћу реке Прегел, која тамо увире у Висланску лагуну. Географски положај Калињинграда је 54° 43′ N 20° 31′ E / 54.717° С; 20.517° И.
Морска пловила могу доћи до Гдањског залива и Балтичког мора кроз Висланску лагуну и Балтијски кањон.
Град има океанску климу или влажну континенталну климу (Dfb, у зависности од изотерме изабране за климу класе "D"), са хладним, облачним, (мада умереним у поређењу са већином Русије) зимама и благим летима са честом појавом пљускова и грмљавине. Просечне температуре се крећу од -1,5 до +18,1 °Ц (29,3 до 64,6 °Ф), а количина падавина варира од 36,0 милиметара до 97,0 милиметара на месечном нивоу.
| Клима Калињинграда             | Клима Калињинграда | Клима Калињинграда | Клима Калињинграда | Клима Калињинграда | Клима Калињинграда | Клима Калињинграда | Клима Калињинграда | Клима Калињинграда | Клима Калињинграда | Клима Калињинграда | Клима Калињинграда | Клима Калињинграда | Клима Калињинграда |
| Показатељ \ Месец              | .Јан.              | .Феб.              | .Мар.              | .Апр.              | .Мај.              | .Јун.              | .Јул.              | .Авг.              | .Сеп.              | .Окт.              | .Нов.              | .Дец.              | .Год.              |
| ------------------------------ | ------------------ | ------------------ | ------------------ | ------------------ | ------------------ | ------------------ | ------------------ | ------------------ | ------------------ | ------------------ | ------------------ | ------------------ | ------------------ |
| Апсолутни максимум, °C (°F)    | 12,7 (54,9)        | 15,6 (60,1)        | 23,0 (73,4)        | 27,9 (82,2)        | 30,6 (87,1)        | 33,5 (92,3)        | 36,3 (97,3)        | 36,5 (97,7)        | 31,2 (88,2)        | 26,4 (79,5)        | 19,4 (66,9)        | 13,3 (55,9)        | 36,5 (97,7)        |
| Средњи максимум, °C (°F)       | 0,4 (32,7)         | 1,2 (34,2)         | 5,4 (41,7)         | 11,4 (52,5)        | 17,6 (63,7)        | 20,5 (68,9)        | 22,1 (71,8)        | 22,0 (71,6)        | 17,0 (62,6)        | 11,8 (53,2)        | 5,4 (41,7)         | 2,1 (35,8)         | 11,5 (52,7)        |
| Просек, °C (°F)                | −1,9 (28,6)        | −1,4 (29,5)        | 1,7 (35,1)         | 6,6 (43,9)         | 12,1 (53,8)        | 15,4 (59,7)        | 17,4 (63,3)        | 17,1 (62,8)        | 12,7 (54,9)        | 8,2 (46,8)         | 3,1 (37,6)         | −0,1 (31,8)        | 7,6 (45,7)         |
| Средњи минимум, °C (°F)        | −4,3 (24,3)        | −3,9 (25)          | −1,3 (29,7)        | 2,6 (36,7)         | 7,0 (44,6)         | 10,8 (51,4)        | 13,0 (55,4)        | 12,6 (54,7)        | 9,0 (48,2)         | 5,1 (41,2)         | 0,9 (33,6)         | −2,4 (27,7)        | 4,1 (39,4)         |
| Апсолутни минимум, °C (°F)     | −32,5 (−26,5)      | −33,3 (−27,9)      | −21,7 (−7,1)       | −5,6 (21,9)        | −3,1 (26,4)        | 0,7 (33,3)         | 4,5 (40,1)         | 1,6 (34,9)         | −2,0 (28,4)        | −11,2 (11,8)       | −18,7 (−1,7)       | −25,6 (−14,1)      | −33,3 (−27,9)      |
| Количина падавина, mm (in)     | 62 (24,4)          | 46 (18,1)          | 45 (17,7)          | 40 (15,7)          | 51 (20,1)          | 78 (30,7)          | 74 (29,1)          | 84 (33,1)          | 83 (32,7)          | 85 (33,5)          | 78 (30,7)          | 78 (30,7)          | 804 (316,5)        |
| Извор #1: Погода и климат      |                    |                    |                    |                    |                    |                    |                    |                    |                    |                    |                    |                    |                    |
| Извор #2: NOAA (sun 1961—1990) |                    |                    |                    |                    |                    |                    |                    |                    |                    |                    |                    |                    |                    |

### Временска зона
Град Калињинград, као и све Калињинградске области, су у временској зони UTC+2 (Калињинградско време). Калињинградско време поклапа се зими са балтичким државама, Финском, Румунијом, Бугарском, Грчком, Украјином и Молдавијом, односно са источноевропским временом. Разликује од времена у Белорусији и од московског времена -1.

## Партнерски градови
| - Јарослављ (Русија) - Краснојарск (Русија) - Омск (Русија) - Самара (Русија) - Северодвинск (Русија) - Брест (Белорусија) - Гомељ (Белорусија) - Гродно (Белорусија) - Минск (Белорусија) - Олборг (Данска) - Корк (Ирска) - Каљари (Италија) - Форли (Италија) - Каунас (Литванија) - Клајпеда (Литванија) - Паневежис (Литванија) - Шјауљај (Литванија) - Скопље (Северна Македонија) - Бремерхафен (Немачка) - Кил (Немачка) - Лихтенберг (Немачка) | - Росток (Немачка) - Хамбург (Немачка) - Бјалисток (Пољска) - Елблаг (Пољска) - Гдањск (Пољска) - Гдиња (Пољска) - Забже (Пољска) - Лођ (Пољска) - Олштин (Пољска) - Раћибож (Пољска) - Торуњ (Пољска) - Норфок (САД) - Саутхемптон (УК) - Херсон (Украјина) - Турку (Финска) - Шербур Октевил (Француска) - Асен (Холандија) - Гронинген (Холандија) - Зволе (Холандија) - Калмар (Шведска) - Малме (Шведска) |

## Познате личности града
- Имануел Кант — филозоф
- Алексеј Леонов — космонаут
- Јуриј Романенко — космонаут
- Давид Хилберт — математичар
- Виталиј Асовскиј — песник
- Олга Арнтгољц — глумица
- Татјана Арнтгољц — глумица
- Анатолиј Баранкевић — пуковник од Јужној Осетије
- Роман Баранјук — музичар
- Борис Бејненсон — наставник
- Анатолиј Безоглазов — атлетичар
- Сергеј Безоглазов — атлетичар
- Илја Бледниј — глумац
- Алексеј Бровковић — поручник
- Игор Буланов — фудбалер
- Евгениј Винокуров — економист
- Владимир Целишјев — свештеник
- Александар Волков — тенисер
- Родион Газманов — певач
- Александар Гвардис — фудбалски судија
- Александар Горбунов — музичар
- Игорь Гудејев — глумац